# Prakash Hinduja

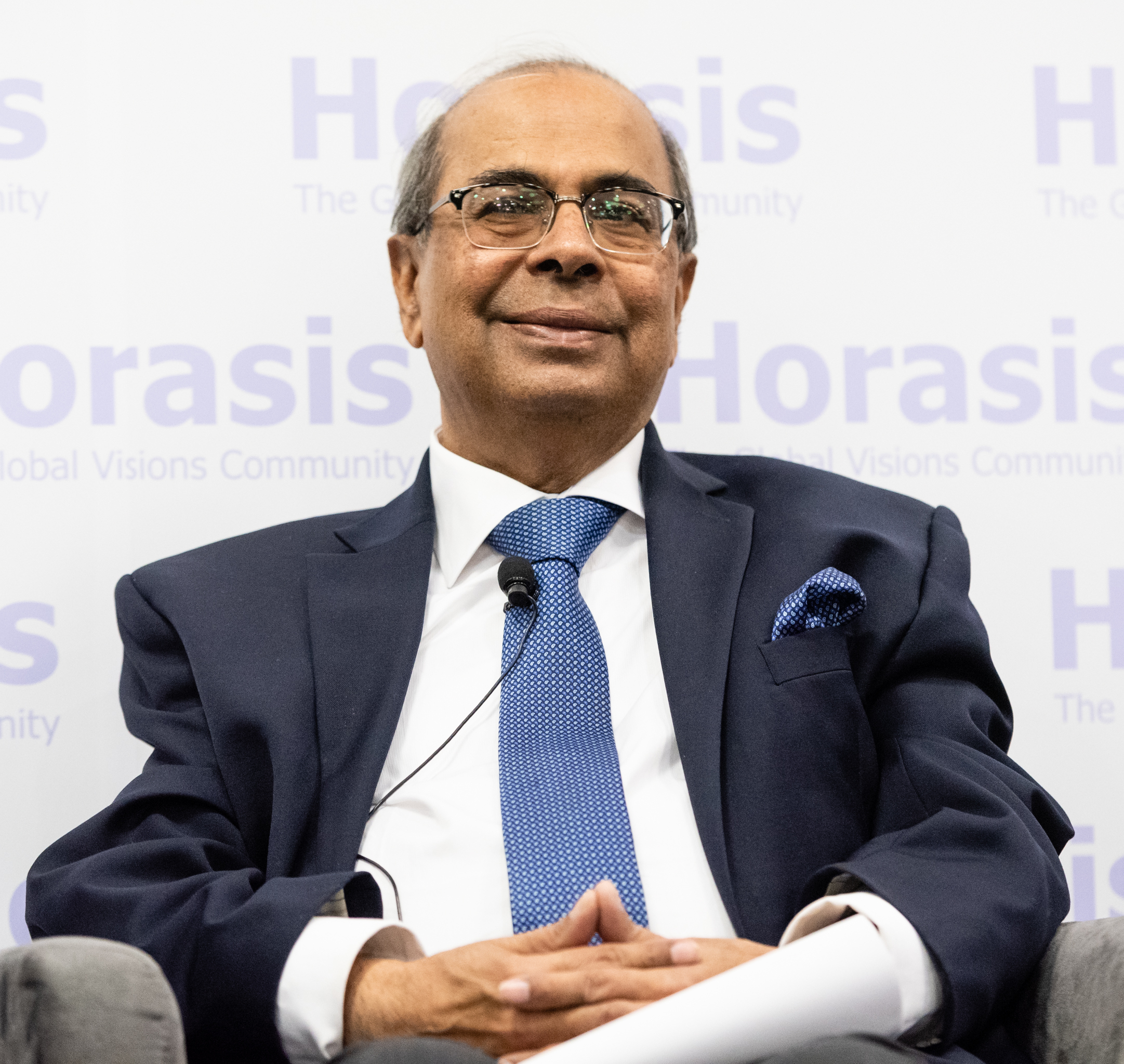
Prakash Hinduja (2019)

Prakash Parmanand Hinduja (* Juni 1945) ist ein indisch-schweizerischer Geschäftsmann und Verwaltungsratspräsident der Hinduja Group Europa.

## Leben
Prakash Parmanand Hinduja ist einer von vier Söhnen von Parmanand Hinduja. Er gehört zur Volksgruppe der Sindhi.
Seine berufliche Karriere begann Hinduja für die Hinduja-Gruppe in Teheran, anschließend zog er nach Cologny, um sich um die europäische Niederlassung des Unternehmens zu kümmern. Er ist Verwaltungsrat der Hinduja-Gruppe in Europa.
Seit 2008 wohnt er mit seiner Frau Kamal Hinduja in Monaco. Die beiden haben zwei Söhne, Ajay und Ramkrishan, und eine Tochter, Renuka. Im Jahre 2000 beantragte er mit seiner Frau die Schweizer Staatsbürgerschaft und auch ihre drei Kinder sind Schweizer Bürger.
Die Familie von Prakash Hinduja hat einen Wohnsitz in der mondänen Schweizer Gemeinde Cologny am Genfersee. Bereits 2007 musste das Paar eine Busse von 10'000 Franken bezahlen – wegen fehlender Aufenthaltsbewilligung für Hausangestellte, zu tiefer Lohnzahlungen und nicht abgeführter Sozialleistungen und Quellensteuern.
Anfang 2024 begann ein Gerichtsverfahren gegen die Familie vor dem Genfer Strafgericht, unter der Anklage, Frauen aus Indien über Jahrzehnte wie Leibeigene in ihrer Villa gehalten zu haben. Kamal und Prakash Hinduja sind aus medizinischen Gründen nicht in der Lage von ihrem derzeitigen Wohnort Dubai nach Genf zu reisen. Die Familie Hinduja konnte sich im Juni 2024 mit den Bediensteten auf einen Vergleich und die Klage der Bediensteten wurde zurückgezogen. Doch gegen gewerbsmäßigem Wucher wird in der Schweiz von Amts wegen ermittelt und so ging der Prozess weiter. Am 21. Juni 2024 wurden Prakash und seine Frau Kamal zu 4½ Jahren, Ajay und seine Ehefrau zu 4 Jahren Gefängnis wegen gewerbsmäßigen Wuchers verurteilt. Der Anwalt der Familie kündigte eine Berufung an.

## Vermögen
Gemäß Reichsten-Liste der Bilanz beträgt sein Vermögen 2021 5 bis 6 Milliarden Schweizer Franken.